# Transposia
Transposia was een Belgische computerspelontwikkelaar en -verdeler gevestigd in Gent. Het bedrijf werd in 1994 opgericht door Geert Van Boven en Serge De Geyter. Het bracht oorspronkelijk vooral Vlaamse versies van "interactieve tekenfilms" uit, zoals Miel Monteur, Freddi Fish, Putt-Putt en Pajama Sam, maar ontwikkelde later ook eigen games en toepassingen, zoals games rond de tv-series Flikken, Windkracht 10 of Peking Express game en een 3D-Rij-Simulator.
Transposia viel daarbij op door de goede kwaliteit en was in 2004 marktleider in de hele Benelux wat betreft computergames voor kinderen.
Na 2005 verliest de CD-ROM terrein ten voordele van het internet en spelconsoles. Transposia blijft licenties verwerven (onder meer Flikken en Barbie, maar ziet geen groei meer in de Benelux en zoekt een kapitaalinjectie om uit te breiden naar Turkije, Duitsland en Griekenland..
In 2007 sluit Transposia nog een contract met Nintendo, wat hen toelaat om in heel Europa, het Midden-Oosten, Afrika en Australië hun eigen games voor de Nintendo DS en Wii-spelconsoles uit te geven., maar eind de jaren 2000 stelt de game-industrie in Vlaanderen "niet zo veel voor" en is Transposia de allerlaatste overgebleven uitgever.
Transposia blijft games uitgeven, maar is door een sterke terugval van de omzet van fysieke cd-roms tegenover digitale on-line content genoodzaakt om op 10 april 2010 de boeken neer te leggen.
De belangrijkste game-licenties worden vanaf september 2010 verdergezet door Agora Multimedia.